# Dryopteris × laschii
Dryopteris × laschii là một loài dương xỉ trong họ Dryopteridaceae. Loài này được E.Walter in Walter & Calle mô tả khoa học đầu tiên năm 1939.
Danh pháp khoa học của loài này chưa được làm sáng tỏ. 